# Queensway (metropolitana di Londra)
Queensway è una stazione della metropolitana di Londra, collocata sulla linea Central.

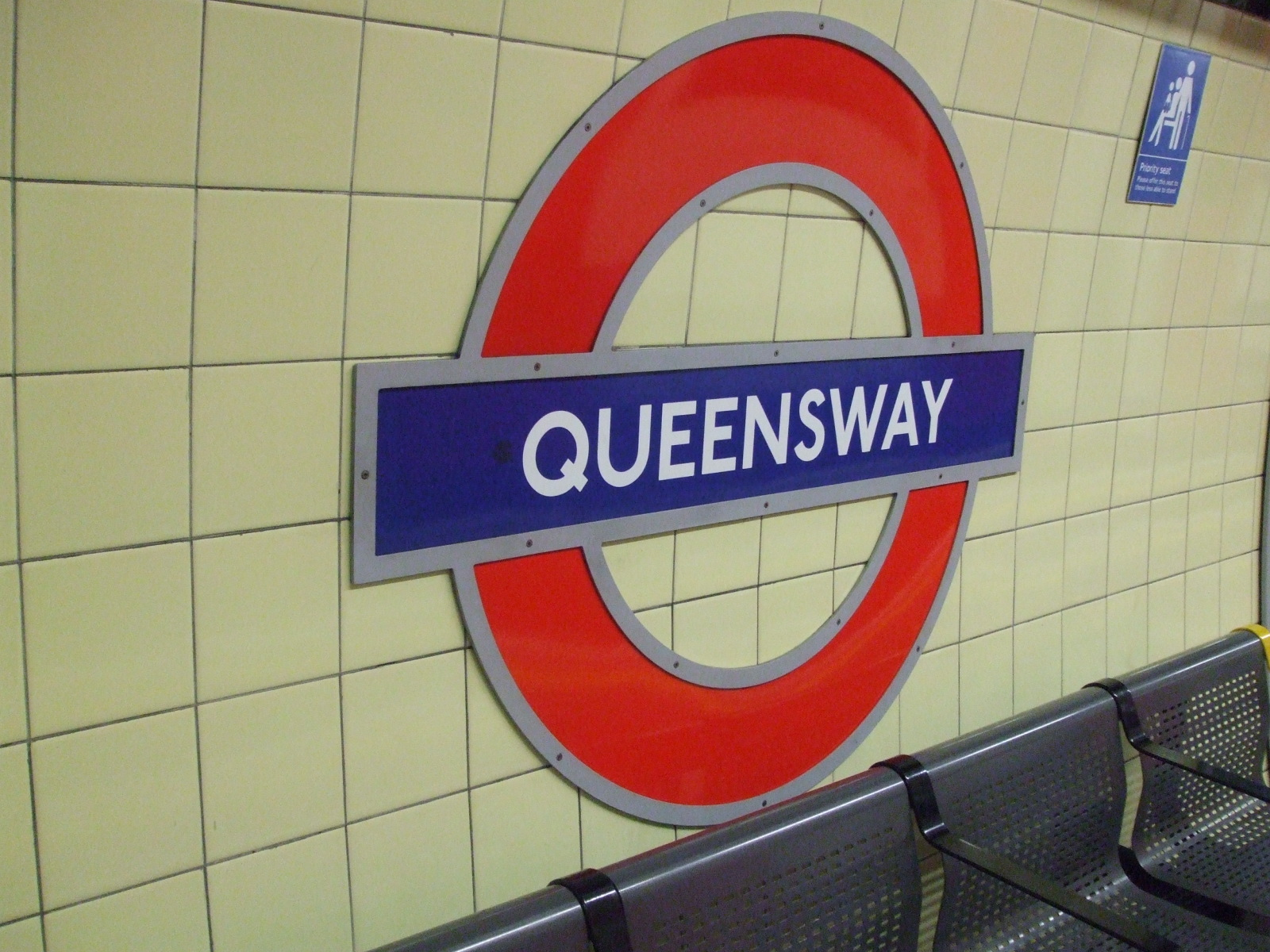
Roundel sulla piattfaforma di Queensway.

## Storia
La stazione fu aperta il 30 luglio 1900 inizialmente con il nome Queen's Road. La stazione fu ribattezzata Queensway il 1º settembre 1946.
L'edificio della stazione è uno degli originali progettati per la Central London Railway (CLR), oggi la Central Line, dall'architetto Harry Bell Measures, con un tetto piatto in modo che fosse possibile costruire altri piani per attività commerciali sopra la stazione; in questo caso, un albergo.
La stazione rimase chiusa fra il 7 maggio 2005 e il 14 giugno 2006 per ristrutturazione e modernizzazione. La necessità dei lavori fu dovuta principalmente all'esigenza di sostituire i due ascensori della stazione, ormai molto vecchi e frequentemente fuori uso prima della chiusura. Queensway era già rimasta chiusa in precedenza fra il 10 e il 29 ottobre 2003 per interventi di manutenzione agli ascensori. Oltre a questi lavori, la stazione venne modernizzata, le piastrelle furono cambiate e due lampade, riproduzioni di quelle originali del 1900, vennero installate sulla facciata.
I lavori avrebbero dovuto concludersi il 9 maggio 2006 ma la Metronet, il consorzio che aveva in gestione l'appalto dei lavori di manutenzione sulla Central Line, non terminò in tempo. Questo causò polemiche da parte della Transport for London, che, per bocca del suo direttore Tim O'Toole, definì il ritardo "patetico". La stazione riaprì infine il 14 giugno.

## Strutture e impianti
Queensway è una stazione sotterranea con due binari in due canne collegate con una banchina a isola. A est della stazione si trova uno scambio (usato di rado) che permette ai treni di terminare la corsa nella stazione.
Sorge al di sotto di Bayswater Road, all'altezza dell'incrocio con Queensway. Sulla stessa Queensway, si trova l'ingresso della stazione.
La stazione di Queensway dista 690 metri dalla stazione precedente (Notting Hill Gate) e 900 metri dalla successiva (Lancaster Gate).
La stazione rientra nella Travelcard Zone 1.

## Interscambi
Nelle vicinanze della stazione effettuano fermata alcune linee urbane automobilistiche, gestite da London Buses.
- Fermata autobus[4]

La stazione della metropolitana più vicina è Bayswater, sulle linee Circle e District, situata ad appena 100 metri di distanza verso nord. Malgrado la vicinanza, le due stazioni non sono interconnesse.